# Grande enciclopedia delle armi moderne
La Grande enciclopedia delle armi moderne è un'enciclopedia specializzata in argomenti legati al settore militare. 
L'enciclopedia fu concepita prima della similare Armi da guerra, è più piccola e ridotta, soprattutto in campo storico, e risente della limitatezza delle conoscenze all'epoca disponibili sulle armi schierate dall'URSS, come il Tupolev Tu-26 Backfire, rispetto al quale all'epoca si discuteva in Occidente se fosse dotato o meno di capacità intercontinentali.

## Storia
Essa uscì in Italia ad opera della Peruzzo editore, con copyright del 1984, ma si trattava di un'opera originariamente uscita a cura della Salamander Books 1980.
L'edizione italiana venne curata da Maurizio Bianchi, con il contributo in redazione di Metello Venè e Maurizio Imperiali (traduzioni di Giorgio Arduin e Elisabetta Palmieri, grafica di Gianfranco Rocca).

## Contenuto e piano dell'opera
Inizialmente l'enciclopedia si componeva di 84 fascicoli, poi aumentati a 96, così ripartiti:
- Aerei da combattimento
- Gli aerei della Seconda guerra mondiale
- Armi e armamenti degli USA
- I mezzi corazzati
- Armi e armamenti dell'URSS
- Armi e armamenti della Cina
- Le armi leggere da guerra
- Navi, portaerei, e sottomarini.

Ogni fascicolo era monotematico, constava di 20 pagine, era arricchito da 2-5 grandi disegni o fotografie su 2 pagine, e da numerose schede informative con foto e disegni sugli argomenti trattati.